# Tur & retur
Tur &(Och) Retur (distribuído como Immediate Boarding e lançado no Brasil como "Embarque Imediato") é um filme sueco de 2003 dirigido por Ella Lemhagen e estrelado por Amanda Davin.
Sinopse: Julia e Martin estão cansados de ter que viajar entre as casas de seus pais. Quando se conhecem no aeroporto, decidem trocar de lugar. Porém, os dois vão percebendo que a troca de lugares, não foi uma boa ideia.